# POSTNET
POSTNET（ポストネット、英: postal numeric encoding technique）は、郵便物の配送を補助するためアメリカ合衆国郵便公社が使用しているバーコード。ZIPコードと ZIP+4 コードが長短2種の線でエンコードされる。殆んどの場合、住所あるいは私書箱の下2桁からなる数字（デリバリーポイント）が付け加えられる。
バーコードの先頭と末尾には、それぞれ一本の長い線（ガードレール、枠線とも呼ばれ、USPS TrueType フォントのバージョンによっては S にあたる）が置かれる。また ZIP、ZIP+4、あるいはデリバリーポイントの後ろにチェックディジットが付けられる。符号化の一覧を右に示した。
各桁は5者択2符号、すなわち2本の長い線を含む一続きの5本線で表現される。長い線は、宛先を表現する擬似二進法コードでの「オン」のビットを意味する。この場合、左から右へ 7、4、2、1、0 となる。（ただしこのケースでは、0 は 10 進法の 11、2 進法の 11000 としてエンコードされる。）

## 例

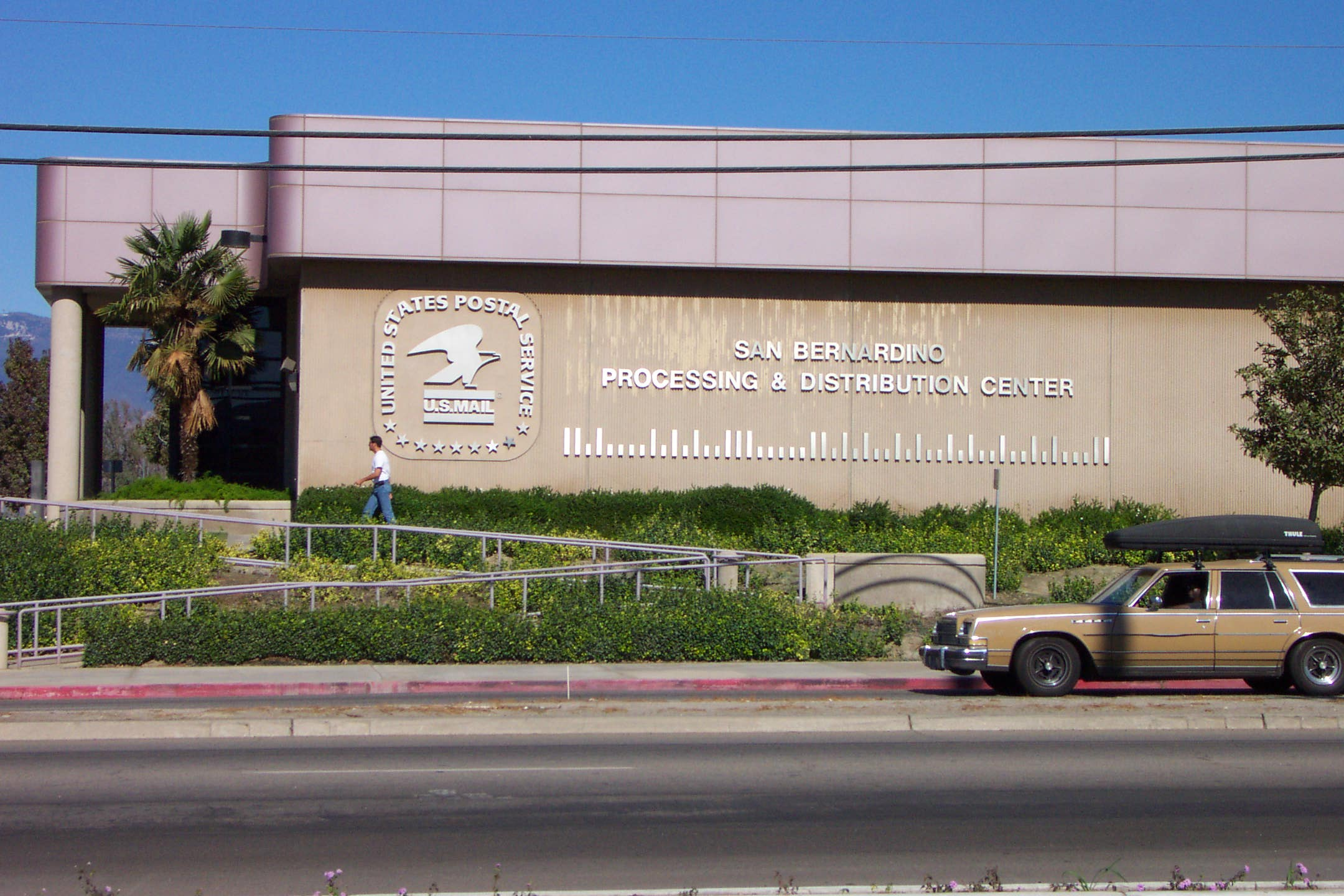
有効かつ正確な POSTNET バーコードが壁面に掲げられた、カリフォルニア州サンバーナーディーノの郵便公社。

55555-1237 という ZIP+4 コードのチェックディジットは 2 になるため、エンコードするデータは 5555512372 ということになる。開始/終了の枠線も含めると、次のように表示される。

## バーコードの様式
郵便公社が使用する POSTNET バーコードには 4 種類の様式がある。
| コード名 | 桁数 | 線数 | 内容                                       | 備考 |
| -------- | ---- | ---- | ------------------------------------------ | --- |
| Aコード  | 5    | 32   | ZIPコード                                  | |
| Bコード  | 6    | 37   | ZIPコードの下2桁、ZIP+4コードの4桁         | 郵便物を自動処理する初期段階において、5桁のAコードのみが書かれた郵便物を「アップグレード」するために使われた。OCRによる最初のコード化で5桁のバーコードをつけられた郵便物でのみ見られる。現在は廃れている。 |
| Cコード  | 9    | 52   | ZIPコード、ZIP+4コード                     | 9桁になり、各配送車への郵便物振り分け、さらに場合によっては配送中のグループ分けが可能になった。 |
| Dコード  | 11   | 62   | ZIPコード、ZIP+4コード、デリバリーポイント | DPBC (delivery point bar code) とも呼ばれる。2005年現在、最もよく使われる様式である。これにより、郵便局はデリバリーポイント（配送先）順にメールを並び替えることができる。                                  |

## POSTNET の廃止
POSTNET は廃止されつつあり、OneCode Solution (ワンコード ソリューション) とも呼ばれる Intelligent Mail barcode (インテリジェント メール バーコード) に置き換えられつつある。これは従来の郵便公社の全てのバーコードを包含し、ひとつのバーコードで表現するものである。2011年5月のはじめから、自動処理割引を受けるためには Intelligent Mail barcode が必須となる。

## チェックディジットの計算方法
チェックディジットは 10 で割った剰余となる。計算方法は次のようになる。
1. デリバリーポイントがあればそれも含め、全ての桁を合計する。例えばミネソタ州ヤング・アメリカ（英語版）のどこかへ郵便を送る場合の番号は 55555-1237 であり、その各桁の合計は 38 である。
2. 計算した合計を 10 で割った剰余を求める。この場合 8 である。
3. 計算した剰余を 10 から引いた数を求める。この場合 2 である。

計算が正しければ、全桁およびチェックディジットの合計を 10 で割った剰余は常に 0 になるはずである。